# فرانسيسكو مونتانا
فرانسيسكو مونتانا (بالإنجليزية: Francisco Montana)‏ مواليد 5 نوفمبر 1969 في ميامي، الولايات المتحدة، هو لاعب كرة مضرب أمريكي سابق بدأ مسيرته كمحترف سنة 1990 وكان يلعب باليد اليمنى، اعتزل اللعب في 2003. أعلى تصنيف له في الفردي كان المركز الـ 100. أعلى تصنيف له في الزوجي كان 13.

## روابط خارجية
- فرانسيسكو مونتانا على موقع رابطة محترفي التنس (الإنجليزية)
- فرانسيسكو مونتانا على موقع الاتحاد الدولي لكرة المضرب (الإنجليزية)
- فرانسيسكو مونتانا على موقع خلاصة التنس.كوم (الإنجليزية)